# Ring-dinge-ding

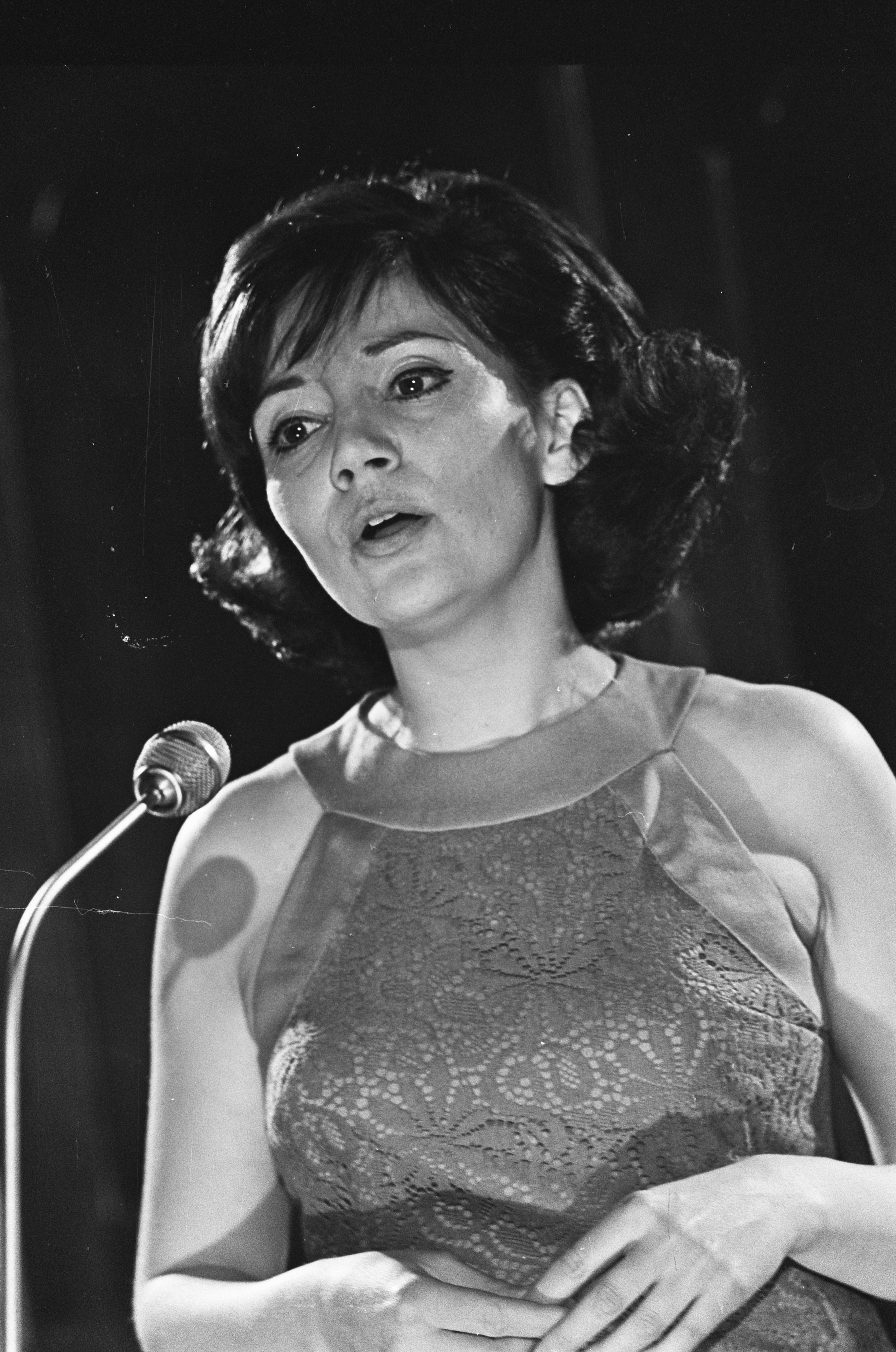
Thérèse Steinmetz, intérprete de la canción, durante el Nationaal Songfestival 1967.

«Ring-dinge-ding» —también titulada «Ring-dinge»— es una canción compuesta por Johnny Holshuyzen e interpretada en neerlandés por Thérèse Steinmetz. Se lanzó como sencillo el 27 de febrero de 1967 mediante Philips Records. Fue elegida para representar a los Países Bajos en el Festival de la Canción de Eurovisión de 1967 tras ganar la final nacional neerlandesa, Nationaal Songfestival 1967.

## Festival de Eurovisión

### Nationaal Songfestival 1967
Esta canción participó en la final nacional para elegir al representante neerlandés del Festival de la Canción de Eurovisión de 1967, celebrada el 22 de febrero de ese año en el Kloosterhoeve de Harlemen, Países Bajos, el pueblo más pequeño en haber acogido la final neerlandesa. Thérèse Steinmetz fue seleccionada internamente por NOS para interpretar las seis canciones. La votación se realizó mediante correo. Finalmente, la canción «Ring-dinge-ding» se declaró ganadora con 5550 puntos, 2391 puntos más que la canción subcampeona.

### Festival de la Canción de Eurovisión 1967
Esta canción fue la representación neerlandesa en el Festival de Eurovisión 1967. La orquesta fue dirigida por Dolf van der Linden.
La canción fue interpretada 1ª en la noche del 8 de abril de 1967 por Thérèse Steinmetz, seguida por Luxemburgo con Vicky Leandros interpretando «L'amour est bleu». Al final de las votaciones, la canción había recibido 2 puntos, quedando en 14º puesto junto a Noruega de un total de 17.
Fue sucedida como representación neerlandesa en el Festival de 1968 por Ronnie Tober con «Morgen».

## Letra
En la canción, de ritmo rápido, la intérprete canta sobre la gran alegría que siente algunos días, describiendo una serie de actividades que desea hacer. Explica que, cuando siente eso, ese día «va a ser un día ring-dinge-ding».

## Formatos
| Países Bajos - Disco de vinilo 7" |                   |          |  |
| N.º                               | Título            | Duración |  |
| 1.                                | «Ring-dinge-ding» |          |  |
| 2.                                | «Zing»            |          |  |

| Países Bajos - EP |                           |          |  |
| N.º               | Título                    | Duración |  |
| 1.                | «Ring-dinge-ding»         |          |  |
| 2.                | «L'chaim»                 |          |  |
| 3.                | «Ik zing een lied voor u» |          |  |
| 4.                | «Dat kleine cafeetje»     |          |  |

## Créditos
- Thérèse Steinmetz: voz
- Johnny Holshuyzen: composición
- Gerrit den Braber: letra
- Bert Paige: instrumentación
- Philips: compañía discográfica

Fuente:

## Historial de lanzamiento
| Región       | Fecha                 | Formato            | Discográfica    | Ref.   |
| ------------ | --------------------- | ------------------ | --------------- | ------ |
| Países Bajos | 27 de febrero de 1967 | Disco de vinilo 7" | Philips Records | [ 1 ]  |
| Países Bajos | 1967                  | EP                 | Philips Records | [ 13 ] |